# 盧安娜·阿隆索
盧安娜·瑪麗亞·阿隆索·門德斯（西班牙語：Luana María Alonso Mendez，2004年3月19日—）是一名巴拉圭女子游泳運動員。
她曾參加2020年夏季奧林匹克運動會女子100公尺蝶式比賽，並保持多項巴拉圭蝶式紀錄。
阿隆索曾就讀於美國南方衛理會大學和維吉尼亞理工大學，並分別效力於南衛理公會大學野馬隊和弗吉尼亚理工大学霍奇队的國家大學體育協會—NCAA第一級別游泳和跳水隊。

## 外部連結
- Virginia Tech Hokies bio （页面存档备份，存于）
- 盧安娜·阿隆索在FINA（英语）
- 盧安娜·阿隆索在SwimRankings.net（英语）
- 盧安娜·阿隆索在Olympics.com（英语）
- 盧安娜·阿隆索在Olympedia（英语）